# Toucinho

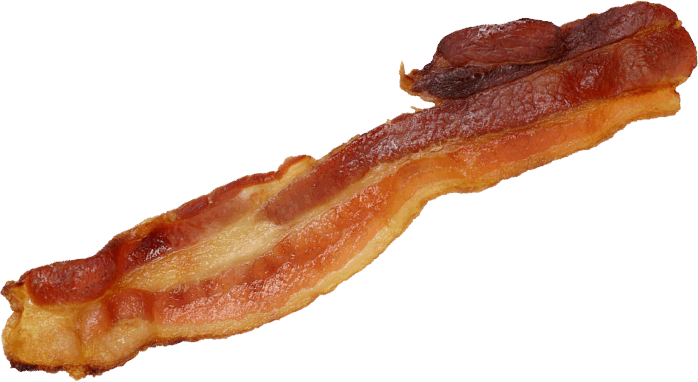
Uma tira de bacon

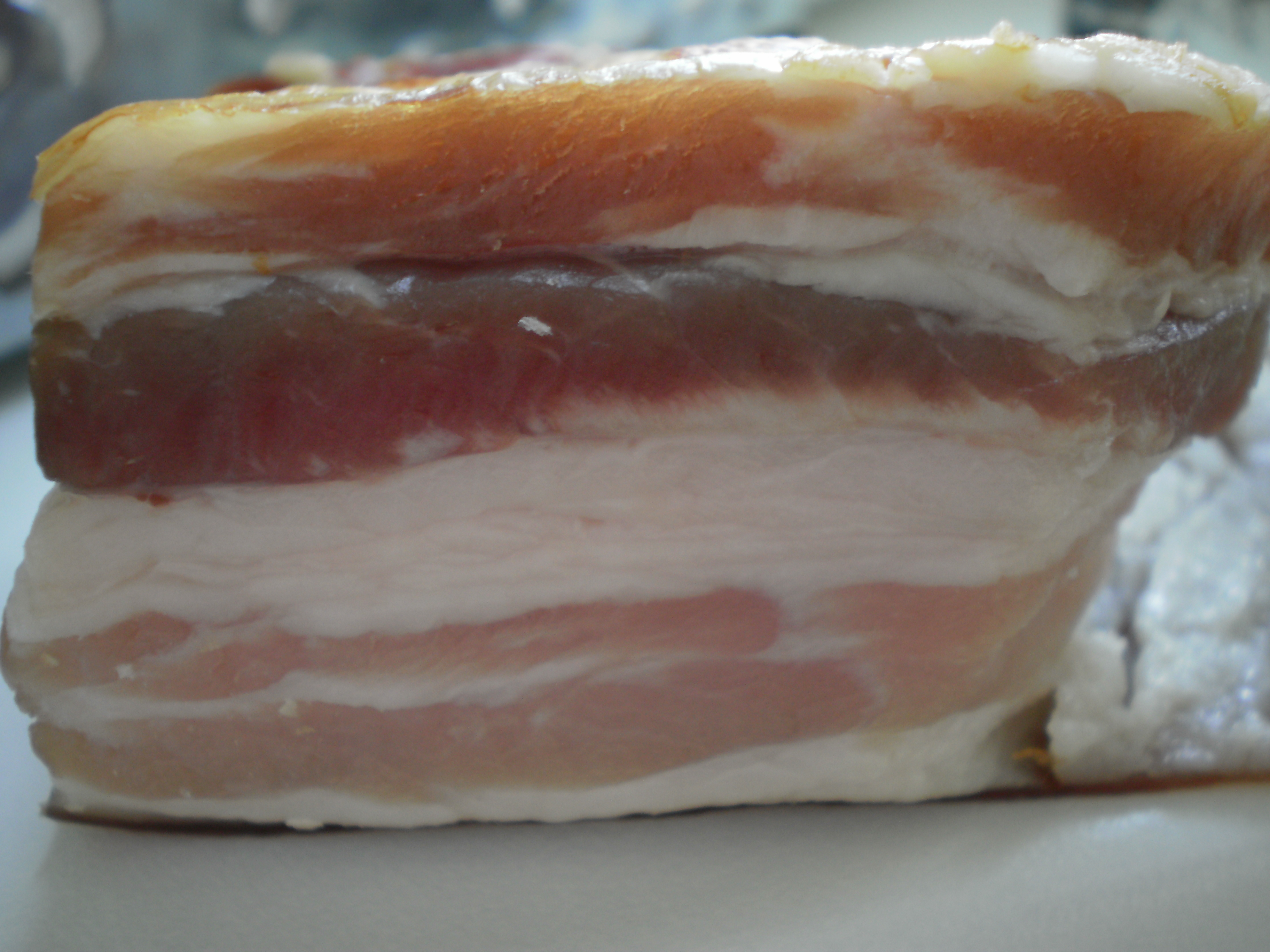
Barriga de porco com toucinho.

Toucinho, toicinho, entremeada ou bacon [ˈbej.koŋ] é um alimento de origem animal, mais precisamente, a gordura subcutânea do porco usada em culinária.

## Etimologia
"Toucinho" e "toicinho" se originaram provavelmente do termo latino tuccinum (lardum), que, por sua vez, se originou do termo céltico tucca, que significa "suco manteigoso".

## Descrição

Cortes suínos: na parte inferior a barriga (belly) de onde é retirado toucinho.

Pode ser encontrado fresco, salgado ou defumado, caso em que recebe o nome de toucinho fumeiro, toucinho fumado (ou defumado) ou bacon. A gordura do toucinho pode também ser derretida, quando passa a ser chamada banha, podendo ser usada para cozinhar e ou fritar no lugar do óleo vegetal ou manteiga.
O toucinho pode ser comido cru, frito, assado, grelhado ou, ainda, usado como ingrediente coadjuvante na condimentação de pratos, como ocorre na feijoada. O toucinho também é usado para envolver postas de assados, especialmente aves de caça.
Na Itália, existe uma variedade denominada pancetta que é geralmente cozida em cubos pequenos ou servida crua em fatias finas como parte de um antipasto.

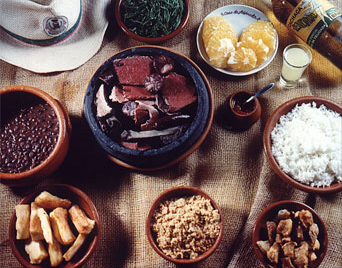
Torresmo e feijoada, pratos tipicamente brasileiros que usam toucinho.

## Nutrientes
Ao contrário do que tem se propagado, o toucinho é uma boa fonte de nutrientes alimentares, contendo proteínas, vitamina A, vitaminas do complexo B, cálcio, magnésio, fósforo, potássio, selênio, e colina. 100 gramas de toucinho corresponde a 89% das recomendações diárias de selênio. A gordura contida no toucinho é do tipo saturada, a qual, segundo estudos, não afeta a saúde do coração.
O toucinho quando defumado (bacon), contém quantidades significativas de sódio, além de nitratos e nitritos. Embora o sódio, popularmente, esteja ligado ao aumento da pressão arterial, estudos realizados com voluntários humanos com pressão arterial estabilizada, provam que isto se trata de um mito popular. Quanto aos nitratos e nitritos, foi criado uma lenda urbana sobre tais substâncias serem carcinógenas, tal mito não só foi refutado por diversos estudos, como se mostra infundado uma vez que a própria saliva humana, e quase todos os vegetais, contém tais substâncias em quantidade superior ao próprio toucinho defumado. Ao contrário do mito popular, o nitrato é um vasodilatador e auxilia a função das mitocôndrias no organismo.